# Hay Day
Hay Day este un joc de simulare produs și distribuit de Supercell. Jocul este disponibil în Google Play și App Store. Scopul jocului este de a construi o fermă și a creste în nivel.